# Trimalaconothrus angulatus
Trimalaconothrus angulatus är en kvalsterart som beskrevs av Rainer Willmann 1931. Trimalaconothrus angulatus ingår i släktet Trimalaconothrus och familjen Malaconothridae.

## Underarter
Arten delas in i följande underarter:
- T. a. angulatus
- T. a. grandis